# Zjeleznogorsk, Krasnojarsk kraj

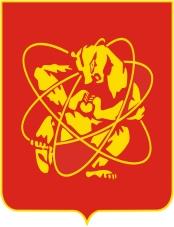
Stadens vapen.

Zjeleznogorsk (ryska Железного́рск) är en stad i Krasnojarsk kraj, Ryssland, och har cirka 85 000 invånare. Staden är starkt knuten kring den kärnvapenindustri som var anledningen att man grundade staden år 1950, då under namnet Krasnojarsk-26. Zjeleznogorsk är och var från början en så kallad stängd stad, som lyder under strikta regler när det gäller resor till och från staden samt boende. 

## Administrativt område
Zjeleznogorsk administrerar även områden utanför själva centralorten. 
| Stad/Ort      | Invånarantal 9 oktober 2002 | Invånarantal 14 oktober 2010 | Invånarantal 1 januari 2015 |
| ------------- | --------------------------- | ---------------------------- | --------------------------- |
| Zjeleznogorsk | 93 875                      | 84 795                       | 84 860                      |
| Podgornyj     | 6 164                       | 6 760                        | 6 558                       |
| Landsbygd     | 2 581                       | 2 286                        | 2 509                       |
| TOTALT        | 102 620                     | 93 841                       | 93 927                      |